# Libéria nos Jogos Olímpicos de Verão de 1972
A Libéria competiu nos Jogos Olímpicos de Verão de 1972 em Munique, Alemanha Ocidental. O país retornou às Olimpíadas após perder os Jogos Olímpicos de Verão de 1968.

## Resultados por Evento

### Atletismo
100 m masculino
- Andrew Sartee
  - Primeira Eliminatória — 11.09s (→ não avançou)

800 m masculino
- Thomas O'Brien Howe
  - Eliminatórias — 2:00.7 (→ não avançou)

1.500 m masculino
- Edward Kar
  - Eliminatórias — 4:21.4 (→ não avançou)

Revezamento 4x100 m masculino
- Andrew Sartee, Thomas O'Brien Howe, Dominic Saidu, e Thomas Nma
  - Eliminatórias — não terminou (→ não avançou)